# Клузівська сільська рада
| Клузівська сільська рада — орган місцевого самоврядування у Тисменицькому районі Івано-Франківської області з адміністративним центром у с. Клузів. Утворена 25 березня 1993 року. Водоймища на території, підпорядкованій даній раді: річка Ворона. Сільській раді підпорядковані населені пункти: - с. Клузів |

## Склад ради
Рада складається з 14 депутатів та голови.

### Керівний склад ради
| ПІБ                          | Основні відомості                              | Дата обрання | Дата звільнення |
| ---------------------------- | ---------------------------------------------- | ------------ | --------------- |
| Іваницька Марія Мечиславівна | Сільський голова, 1957 року народження, освіта | 26.03.2006   | 31.10.2010      |

Примітка: таблиця складена за даними джерела